# Nakielski
Nakielski là một huyện thuộc tỉnh Kujawsko-Pomorskie của Ba Lan. Huyện có diện tích 1120 km². Đến ngày 1 tháng 1 năm 2011, dân số của huyện là 85537 người và mật độ 76 người/km².